# مارك تينكر
مارك تينكر (بالإنجليزية: Mark Tinker)‏ (و. 1951  م) هو مخرج تلفزيوني، ومنتج تلفزيوني، وكاتب سيناريو، ومنتج أفلام أمريكي، ولد في ستامفورد.

## التعليم
تعلم في كلية صموئيل إيرفينغ نيوهاوس للاتصالات العامة
.

## وصلات خارجية
- مارك تينكر على موقع IMDb (الإنجليزية)
- مارك تينكر على موقع ألو سيني (الفرنسية)
- مارك تينكر على موقع أول موفي (الإنجليزية)
- مارك تينكر على موقع قاعدة بيانات الأفلام السويدية (السويدية)
- مارك تينكر على موقع قاعدة بيانات الفيلم (الإنجليزية)
- مارك تينكر على موقع كينوبويسك (الروسية)